# 양정철
양정철(楊正哲, 1964년 7월 4일 ~ )은 대한민국의 정치인으로, 전직 민주연구원장이다. 노무현 정부의 대통령비서실 홍보기획비서관, 노무현재단 초대 사무처장, 우석대학교 문예창작학과 교수를 지냈다. 본관은 청주.

## 생애
서울 출생이다. 한국외국어대학교 법대 재학 중 자민투(반미자주화 반파쇼 민주화투쟁위) 위원장과 한국외국어대학교 학보 편집장으로 활동했다. 
노태우 정부 시절인 1990년 9월 <언론노보> 기자로 있을 때 군 복무 중 보안사에 근무하던 후배로부터 보안사의 민간인 사찰 자료를 전달받게 되고 그것을 한겨레 기자에게 전달하여 세상에 알려지도록 하였다. 한겨레는 창간한 지 얼마 안 된 시점이었고 권력의 압력과 로비로부터 상대적으로 자유로운 언론매체였기 때문에 선택되었는데, 한겨레의 심층취재 보도로 국방부 장관과 보안사령관이 경질되고 보안사가 기무사로 개편되는 등 엄청난 사회적 파장을 낳았다. 이것이 영화 《모비딕》의 모티브가 된 사건이다.
시민단체 간사, 미디어 전문 기자 등으로 활동하다가 노무현을 통해 언론개혁을 이루고자 제16대 대통령 선거를 앞두고 노무현 후보 대선 준비 캠프에 합류하였고 노무현 정부에서 5년 동안 비서관으로 지냈다. 노무현의 대통령 퇴임 후에도 노무현의 비서관으로 활동했다. 노무현 사후 사람사는세상 노무현재단 설립을 준비하였고 재단 초대 사무처장이 되었다. 노무현시민학교 제5대 교장이기도 하다.
제18대 대통령 선거를 앞두고 민주통합당 대선 후보 문재인의 대선 준비 캠프에서 비서관으로 일했다. 제20대 국회의원 선거를 앞두고 2016년 3월부터 팟캐스트 《시민표창, 양비진쌤》에서 유시민, 진중권, 표창원 등과 함께 진행자 중 한 명이 되었다.
2019년 4월 29일, 더불어민주당의 씽크탱크인 민주연구원의 원장직에 선임되었고, 5월 13일에 취임하여 14일 업무를 개시하였다.

## 논란
2019년 5월 21일에 서훈 국가정보원장과 비공개 만찬을 한 것으로 드러났다. 이를 두고 정보기관 수장과 여당 싱크탱크 수장이 만나는 건 부적절하다며, 국정원이 정치적 중립을 지키지 않고 총선에 개입하려는 것 아니냐는 의혹이 제기되었다. 문재인 정부는 "국정원을 정치적으로 이용하지 않고 정권에 충성할 것을 요구하지 않겠다"고 한 적 있기 때문에 이 사건이 더 논란이 되었다. 이혜훈 국회 정보위원장은 "지난 6개월간 서 국정원장을 독대한 적이 단 한 번도 없고, 다른 사람들이 배석한 자리에서 만난 것도 정보위 회의할 때를 제외하면 1시간을 넘은 적이 없다"며 사적 만남에 대해 놀라움을 표했다.
中 공산당 '당교'와 정책협약 맺다. 더불어민주당 산하 민주연구원장 양정철은 2019년 11월 10일 중국 공산당 중앙당교와 정책협약을 체결한다고 2019년 11월 4일 밝혔다. 국제적 정책 연결망 구축에 돌입한다는 취지이지만, '일당독재'와 '인권탄압' 등 중국 공산당의 비민주·반민주적 요소까지 존중하고 받아들일 것이란 우려를 낳는다.

## 학력
- 우신고등학교 (서울)
- 한국외국어대학교 법학 학사

## 경력
- 1994년: 나산그룹 홍보실
- 1995년 ~ 1997년 : 한보그룹 홍보실, 97년 한보사태 당시 정태수(鄭泰守) 회장의 비서를 지낸 것으로 알려져 있으나 본인은 비서 출신은 아니라고 말하고 있다. http://news.chosun.com/site/data/html_dir/2007/06/01/2007060100117.html
- 2002년: 언론노보 기자, 스카이라이프 비서실장, 노무현 대통령후보 언론보좌역
- 2003년: 대통령당선자 공보비서, 대통령비서실 홍보수석실 국내언론행정관
- 2003년 12월: 대통령비서실 홍보수석실 국내언론비서관
- 2004년 8월: 대통령비서실 홍보수석실 홍보기획비서관
- 2008년 : 사람사는세상 노무현재단 사무처장, 상임운영위원
- 2013년 : 노무현시민학교 교장
- 2014년 4월 ~ 2017년 3월 : 우석대학교 문예창작학과 교수
- 2018년 4월 ~ : 일본 게이오대학교 법학부 방문교수
- 2019년 4월 ~ 2020년 4월 : 민주연구원 원장
- 2019년 11월 ~ 2020년 4월 : 4·15총선 더불어민주당 총선기획단 일반위원

## 상훈
- 2007년: 홍조근정훈장

## 저서
- 《노무현의 사람들 이명박의 사람들》. 책보세. 2012년. ISBN 978-89-93854-38-1
- 《세상을 바꾸는 언어》. 메디치미디어. 2018년. ISBN 979-11-5706-110-5